# (66) Maïa
(66) Maïa (désignation internationale (66) Maja) est un astéroïde de la ceinture principale découvert par Horace Parnell Tuttle le 9 avril 1861. Il est nommé d'après Maïa, une des Pléiades dans la mythologie grecque.
Maïa a été étudié par radar.

## Compléments